# Pheidole uncagena
Pheidole uncagena là một loài kiến được Sarnat, E. M. phát hiện và mô tả vào năm 2008.